# リン・ベントン・コミュニティ・カレッジ
リン・ベントン・コミュニティ・カレッジ (Linn-Benton Community College, LBCC) は、アメリカ合衆国オレゴン州リン郡に本部を置く2年制大学。
104エーカー（421,000平方メートル）のキャンパスは、アルバニーの2マイル（約3キロメートル）南方、コーバリスの11マイル（約17キロメートル）東方に位置し、隣にはオレゴン州道99号線東が走っている。13棟の剛健様式による煉瓦造りの建物と、5棟の現代的な建物を有する。これらの建物はすべて広大な中庭を囲う形で周囲に並んでおり、それぞれ隣り合う建物の間には屋根付きの通路が設けられている。
授業料・不動産税およびオレゴン州の援助によって運営されている。

## 認定
北西地区大学基準協会の認定校である。また、取得した単位はオレゴン大学システムに加盟する全大学に移動可能である。

## 歴史
1966年にリン郡とベントン郡の住民を支える目的で創設された。1950年代にコミュニティ・カレッジ設立の構想は存在したが、実際にそのような機関の必要性の調査に乗り出したのは1964年になってからであった。調査の結果、高校卒業後教育を得る機会が同地域に存在せず、卒業を控える多くの高校生が地域のコミュニティ・カレッジに興味を示していることが判明した。リン郡がベントン郡にウィラメット・ヴァレーの中央に大学設立の支援を求めたのは、この時であった。提携関係は国民投票で審査を経て両郡の投票者によって学区が承認されたことから、1966年12月6日に成就した。
講義活動はLBCCの運営が開始した1967年から始まった。キャンパス本部は1番通りとエルスワース通りの交差点に設けられたが、講義はLBCC学区内の賃貸施設で提供された。この時期、6つの職業プログラムが提供された。その中には下水廃棄物処理というプログラムがあり、「アメリカ合衆国で初めての同種のプログラム」と称された。当時の授業料は、1学期について60ドルだった。
1970年2月、常設キャンパスの建設がリン・ベントン両郡の投票に基づいて計画されることになる。投票者は、建設の資金のために債権を発行することに同意した。キャンパスの理想位置は、アルバニーから2マイル南方のパシフィック大通りの近くであった。その後、キャンパスは1974年10月に除幕された。また、学友会ホールであるタケナ・ホールは1979年に完成した。1998年5月、オレゴン州立大学との間に二重登録プログラムが成立した。当初、適用された学術分野は、農業科学、経営学、工学であった。その後、1999年に全プログラムに拡張された。

## スクールカラー
LBCCのスクールカラーは青、金、白である。マスコットはミツバシリ。

## 学術プログラム

### 提供学位、修了証明書
- 応用科学系准学士号
- 文系准学士号（オレゴン・トランスファー）
- 理学系准学士号
- 一般科学系准学士号
- プロテック専攻修了証明書
- 予備役将校訓練団
- 総合教育開発

### 特別プログラム
- 農業科学
- 動物技術
- 動物技術：馬管理
- 園芸学
- 資材冶金技術
- 冷却・冷暖房空調設備
- 水・汚水技術

## 拡張キャンパスと費用
州道34号線と州道99号線の近くにメインキャンパスを構えているが、コーバリス、レバノン、スウィートホームの3か所に分校を所有している。定時制のコースに加え、夜間および週末に開かれる講義は多くの学生労働者など多忙な人々の関心を呼んでいる。LBCCのようなコミュニティ・カレッジでは授業料が安い場合が多く、学生に経済的な重荷を負わせないようにしている。それに対し、多くの州立大学では一講義の授業料のみで数百ドルかかってしまう。